# 马克西米利安·埃贡二世 (菲斯滕贝格)
馬克西米利安·埃貢二世（德語：Maximilian Egon II，全名：Maximilian Egon Christian Carl Aloys Emil Leo Richard Anton；1863年10月13日—1941年8月11日）是一名德國貴族，马克西米利安·埃贡一世的长子。他是菲斯滕貝格家族的成員。
1896年馬克西米利安·埃貢繼承無子嗣的堂兄卡爾·埃貢五世成為菲斯滕貝格親王。他是德意志皇帝威廉二世的密友以及顧問，在第一次世界大戰爆發前還擔任普魯士貴族院副議長。

## 婚姻子女
1889年6月19日，马克西米利安·埃贡在维也纳与施波恩-布許海姆女伯爵伊尔玛结婚，婚后有三子二女：
- 卡尔·埃贡五世（1891年5月6日－1973年9月23日）；
- 萊昂蒂娜（1892年6月16日－1979年10月7日）；
- 安娜（1894年4月19日－1928年8月19日）；
- 马克西米利安·埃贡（1896年3月31日－1959年4月6日）；
- 弗里德里希·爱德华（1898年4月27日－1916年12月31日）。